# Takatsukasa Mototeru
Takatsukasa Mototeru (鷹司 基輝, né le 19 avril 1727 et mort le 6 juillet 1743), fils de Ichijō Kaneka et fils adopté de Takatsukasa Hisasuke, est un noble de cour japonais (kugyō) de l'époque d'Edo (1603-1868). Son fils adoptif est Takatsukasa Sukehira.

## Source de la traduction
- (en) Cet article est partiellement ou en totalité issu de l’article de Wikipédia en anglais intitulé « Takatsukasa Mototeru » (voir la liste des auteurs).